# Ouled Sidi Brahim (Bordj Bou Arreridj)
Ouled Sidi Brahim è un comune dell'Algeria, situato nella provincia di Bordj Bou Arreridj.